# 高橋武智
高橋 武智（たかはし たけとも、1935年2月19日 - 2020年6月22日）は、日本の仏文学者、翻訳家。日本戦没学生記念会（わだつみ会）理事長。

## 略歴
1935年、東京生まれ。1953年、麻布高校卒業。1957年、東京大学仏文科卒業後、東京大学大学院で18世紀仏文学・思想を専攻。1963年から立教大学講師（のちに助教授）。1965年から1967年、フランス政府給費留学生として、パリ大学に留学。
ベトナム戦争の時期、ベ平連の別組織であるジャテックに所属していた。立教大学の教員を辞職し、専従活動家になる。アメリカ軍のスパイが紛れ込んだことで、ソ連ルートが潰れた後、アメリカ軍からの脱走兵を秘密裏に日本から出国させる新たな方法を模索するため、ヨーロッパへ渡り、支援者・協力者を探す活動に従事していた。
実際に、パスポートの偽造などの非合法的手段を用いて、数名の脱走アメリカ兵をヨーロッパへ秘密裏に出国させることに成功している。しかし、ベ平連やジャテックの方針が変わり、「脱走兵をアメリカ軍に帰還させ、軍隊内で「精神疾患」などの医療的認定を受けて、前線からの配置転換や除隊を求める」という戦術を取ることになって、その後は非合法手段を用いた密出国は行わなくなった。
1970年頃よりパレスチナ解放人民戦線との間にネットワークを築き、在欧日本人らの中での反米平和活動グループに参加する。同グループは1971年の昭和天皇の訪欧抗議運動に参加し、天皇の車列に糞尿入りコンドームを投げつける行動を起こした。パレスチナ解放人民戦線を介し、重信房子と接触。1974年頃より日本赤軍のヨーロッパでの工作活動（翻訳作戦）に関与していたが、パリ・オルリー空港で偽造旅券4通と偽ドル所持のためにフランス警察に逮捕された山田義昭の自供により、西ドイツ・デュッセルドルフの日本総合商社支店長の誘拐計画が発覚、フランスから強制送還される。
1975年以降、代々木ゼミナールフランス語講師などを経て、翻訳家。1998年よりスロヴェニア・リュブリャナ大学文学部講師。
2020年6月22日、低ナトリウム血症のため死去。

## 著書
- 『私たちは、脱走アメリカ兵を越境させた…… - ベ平連／ジャテック、最後の密出国作戦の回想』作品社、2007年、ISBN 978-4-86182-162-2
- 『日本思想におけるユートピア』くろしお出版〈日本研究シリーズ〉2014年

## 共編著
- 『群論 - ゆきゆきて、神軍』松田政男共編、倒語社、1988年
- 『ベ平連と市民運動の現在 - 吉川勇一が遺したもの』高草木光一編、吉岡忍・山口幸夫共著、花伝社、2016年
- 『天皇制と共和制の狭間で』小沢信男、日野百草、山本健治、藤田真利子、重信房子、天野恵一、松田ひろむ、鹿島正裕他、第三書館、2018年[3]

## 訳書
- エレーヌ・カレール・ダンコース『崩壊した帝国 - ソ連における諸民族の反乱』新評論、1981年、改題増補新版『崩壊したソ連帝国 - 諸民族の反乱』藤原書店、1990年、ISBN 4938661039
- アンドレ・ゴルツ（フランス語版）『エコロジスト宣言』緑風出版、1983年、ISBN 4846180026
- シャルル・ベトレーム（フランス語版）『ソ連の階級闘争 1917-23』第三書館、1987年
- ベルナール・レーヌ『祟りの村 文明〈災害〉とたたかったコロンビア・グアリノ族の冒険』筑摩書房、1987年
- 『アパルトヘイト否 (ノン)！- 国際美術展』（展覧会カタログ）前田礼・太田昌国・鵜飼哲共訳、現代企画室、1988年
- イグナシ・デ・ソラ＝モラレス（スペイン語版）『アントニオ・ガウディ』美術出版社〈現代美術の巨匠〉1988年
- クロード・ランズマン『SHOAH ショア』作品社、1995年
- ロニー・ブローマン（フランス語版）『人道援助、そのジレンマ -「国境なき医師団」の経験から』産業図書、2000年
- ジャン＝フランソワ・フォルジュ『21世紀の子どもたちに、アウシュヴィッツをいかに教えるか？』作品社、2000年
- アンジェロ・デル・ボカ（イタリア語版）『ムッソリーニの毒ガス - 植民地戦争におけるイタリアの化学戦』高橋武智監訳、大月書店、2000年、ISBN 4272530364
- フランソワ＝グザヴィエ・ヴェルシャヴ（フランス語版）『フランサフリック - アフリカを食いものにするフランス』大野英士共訳、緑風出版、2003年
- ステファヌ・クルトワ（フランス語版）、ジャン＝ルイ・マルゴラン（フランス語版）ほか『共産主義黒書（フランス語版） - 犯罪・テロル・抑圧〈コミンテルン・アジア篇〉』恵雅堂出版、2006年、『共産主義黒書〈アジア篇〉』筑摩書房〈ちくま学芸文庫〉2017年
- シュロモー・ザンド『ユダヤ人の起源 - 歴史はどのように創作されたのか』（2009年に現代の政治・歴史に関する著書に与えられる今日賞受賞作品[4]）高橋武智監訳、佐々木康之・木村高子共訳、浩気社、2010年、筑摩書房〈ちくま学芸文庫〉2017年
- クロード・ランズマン『パタゴニアの野兎 - ランズマン回想録』（下巻）中原毅志共訳、人文書院、2016年